# Valdas Adamkus

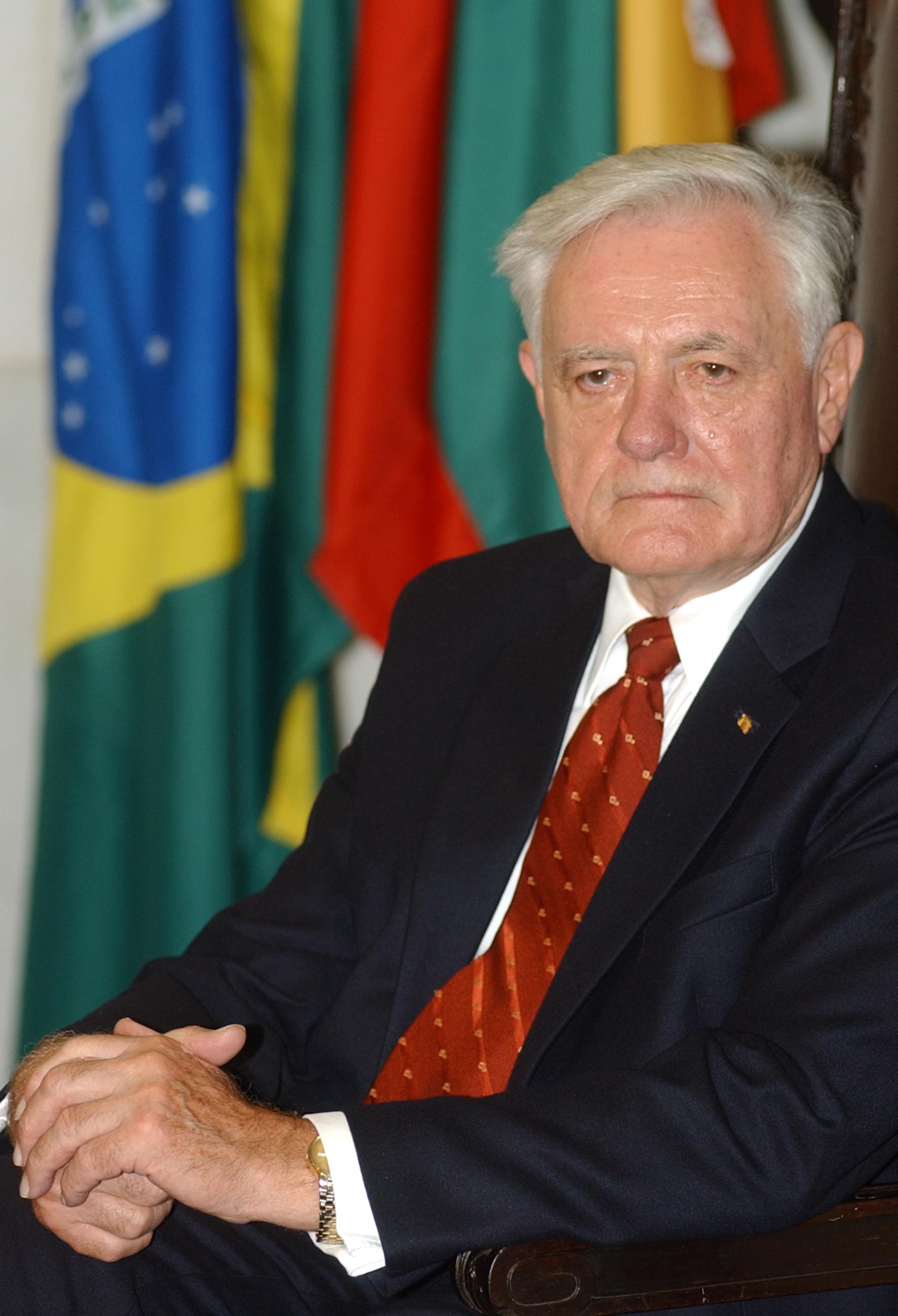
Valdas Adamkus (2008)

Valdas V. Adamkus (anhörenⓘ) (* 3. November 1926 in Kaunas) war von 1998 bis 2003 und von 2004 bis 2009 Präsident der Republik Litauen. Am 12. Juli 2009 übergab er das Präsidentenamt im Alter von 82 Jahren an seine Nachfolgerin, die frühere EU-Haushaltskommissarin Dalia Grybauskaitė.

## Familie
Valdas Adamkus wurde 1926 unter dem Namen Voldemaras Adamkavičius geboren. Er wurde in der Dienstwohnung des Diplomaten Stasys Lozoraitis (1898–1983) im Außenministerium Litauens getauft. (Heute ist in dem Gebäude das Rektorat der Vytauto Didžiojo universitetas untergebracht.) Sein Pate war der litauische Staatsmann Augustinas Voldemaras.
Sein Vater Ignas Adamkavičius (1896–1987) war Freiwilliger im Polnisch-Litauischen Krieg, einer der ersten Leiter der Litauischen Militärflugschule und später Chef der Bahnpolizei in Kaunas. Seine Eltern wurden geschieden, als Adamkus 2 Jahre alt war.
Seine Mutter Genovaitė Adamkevičienė (1905–1980) heiratete Stasys Karalius († 1960) und trug infolgedessen fortan den Familiennamen Karalienė. Sie arbeitete im Verkehrsministerium Litauens, Stasys Karalius in der Stadtverwaltung Kaunas. Voldemaras’ Halbbruder Česlovas Karalius starb bei einem Autounfall.
Valdas Adamkus war von 1951 bis zu ihrem Tod im Mai 2023 mit Alma Nutautaitė (1927–2023) verheiratet; das Paar blieb kinderlos.

## Jugend, Flucht nach Deutschland und Auswanderung in die USA
Valdas Adamkus besuchte die Jonas-Jablonskis-Grundschule und dann das Aušros-Gymnasium Kaunas. Nach der sowjetischen Annexion Litauens im Juni 1940 wurde Adamkus aktives Mitglied der litauischen Widerstandsbewegung gegen die Besatzer. Er floh im Juli 1944 mit seinen Eltern vor der heranrückenden Roten Armee nach Deutschland, kehrte jedoch noch einmal nach Litauen zurück und kämpfte in einer aus Litauern bestehenden Einheit in der Nähe der Ortschaft Seda im Oktober 1944 gegen die Rote Armee. Nachdem es der Roten Armee gelungen war, nahezu ganz Litauen zu erobern, floh Adamkus erneut nach Deutschland, wo er das Kriegsende erlebte.
1946 legte Adamkus am Litauischen Gymnasium in Kloster Rebdorf bei Eichstätt sein Abitur ab. Er engagierte sich im CVJM für Vertriebene und begann ein Studium der Naturwissenschaften an der Ludwig-Maximilians-Universität München. Im Jahr 1949 wanderte er in die USA aus. Da er fünf Sprachen beherrschte, fand er 1950 eine Anstellung beim militärischen Geheimdienst. 1960 erhielt er sein Diplom als Ingenieur am Illinois Institute of Technology.

## Karriere bei der Umweltbehörde EPA
Adamkus arbeitete seit deren Anfängen bei der 1970 gegründeten Umweltbehörde Environmental Protection Agency (EPA). 1981 wurde er Regionaladministrator der EPA für die Fünf-Seen-Region. 1985 zeichnete Präsident Ronald Reagan ihn für seine Verdienste mit dem „Distinguished Executive Presidential Rank Award“ aus, der höchsten Auszeichnung für einen Zivilbeamten. Adamkus war Mitglied der Republikanischen Partei. 1997 ging er in Pension.
Während dieser Zeit ließ sein Engagement für die litauische Unabhängigkeitsbewegung nicht nach. Er war Mitorganisator von Protesten und Petitionen gegen die sowjetische Besatzung und setzte sich für US-Hilfe für Belange der Umwelt in den baltischen Staaten ein.

## Litauischer Präsident

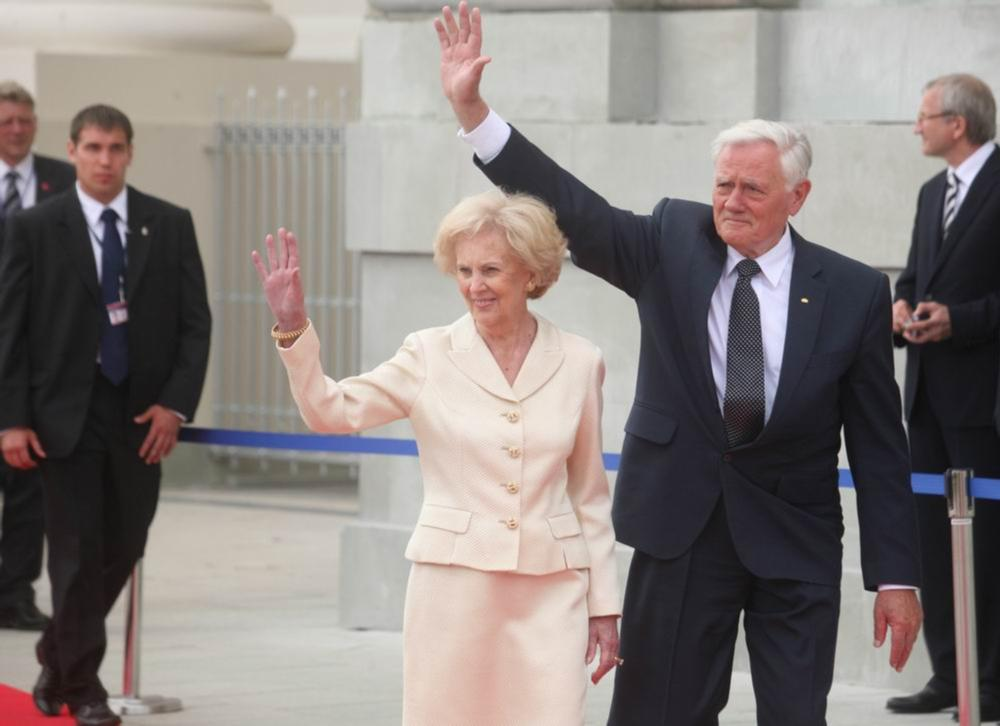
Valdas Adamkus mit Ehefrau Alma Adamkienė, 2009

Kurz nach dem Ausscheiden bei der EPA kehrte Adamkus nach Litauen zurück. Er wurde Anfang 1998 mit hauchdünnem Vorsprung ins Präsidentenamt gewählt (50,4 % gegenüber 49,6 % Stimmen für Artūras Paulauskas). Obwohl Adamkus nie einer Partei angehört hatte, galt er als Mann des national-liberalen Lagers, das vor allem im Bürgertum der größeren Städten Anhänger findet. In seiner ersten Amtszeit erwarb er sich allerseits Anerkennung für seine bedächtige, ausgleichende Amtsführung, unterlag jedoch bei den Neuwahlen in der Stichwahl im Januar 2003 Rolandas Paksas. Vor allem die einfache Bevölkerung war von der Jugendlichkeit und Dynamik sowie den vollmundigen Versprechen des Außenseiters beeindruckt, während Adamkus als Mann des Establishments galt, dem fehlenden Bürgernähe vorgehalten wurde. Nach der knappen Niederlage gab er sich als fairer Verlierer. Ende 2003 wurden die ersten Vorwürfe gegen Paksas „wegen merkwürdiger Beziehungen zu russischen Sponsoren“ laut. Adamkus hielt daraufhin mit seiner Kritik an Präsidenten Paksas nicht hinter dem Berg.
Nach der Amtsenthebung Paksas’ wurde Adamkus in einer nötig gewordenen vorgezogenen Präsidentenwahl am 13. und am 27. Juni 2004 (in der Stichwahl) erneut zum Präsidenten gewählt und am 12. Juli vereidigt. Er gewann mit 4,8 Prozentpunkten Vorsprung vor Gegenkandidatin Kazimiera Prunskienė (51,9 % Ja-Stimmen bei einer Wahlbeteiligung von 52,5 %). In seiner zweiten Amtszeit profilierte er sich außenpolitisch als Unterstützer der pro-westlichen politischen Lager in ehemaligen Teilstaaten der Sowjetunion. Er reiste Ende November / Anfang Dezember 2004 drei Mal als Vermittler in der ukrainischen Krise rund um die Präsidentschaftswahlen nach Kiew. Er zeigte sich als Unterstützer der Orangen Revolution und des späteren Präsidenten Viktor Juschtschenko. Auch in dem Konflikt um Südossetien zwischen Georgien und Russland zeigte Adamkus Flagge und flog zusammen mit den Präsidenten Polens, Lettlands, Estlands und der Ukraine im August 2008 in die georgische Hauptstadt Tiflis, um dem dortigen Präsidenten Saakaschwili seine Unterstützung auszusprechen.
Am 27. November 2007 wurde Valdas Adamkus von der Wochenzeitung European Voice zum „Europäer des Jahres“ gekürt. Bei Adamkus’ Wahl zum „Europäer des Jahres“ dürfte  besonders seine überaus wichtige Rolle bei den Verhandlungen mit dem polnischen Präsidenten Lech Kaczynski über die EU-Reform im Juni 2007 in Brüssel mitentscheidend gewesen sein. Ohne sein direktes Eingreifen wäre der Brüsseler Gipfel wahrscheinlich gescheitert.
Schon 2007, sieben Jahre bevor Russland die Krim annektierte, warnte er davor, dass dies in nicht ferner Zukunft geschehen würde. Am 12. Juli 2009 übergab er das Präsidentenamt an Dalia Grybauskaitė.

## Ehrenamtliche Tätigkeiten
Seit September 2003 ist Valdas Adamkus Goodwill-Botschafter der UNESCO für den Bereich Aufbau von Wissensgesellschaften.

## Ehrendoktorwürden
- Universität Vilnius, 1989.
- Indiana St. Joseph’s College, USA, 1991.
- Northwestern University, USA, 1994.
- Technische Universität Kaunas, 1998,
- Katholische Universität von Amerika, USA, 1998.
- Landwirtschaftliche Universität Litauens, 1999.
- Illinois Institute of Technology, 1999.
- Eurasische Nationale Universität, Kasachstan, 2000.
- DePaul University, USA, 2001.
- Mykolas-Romer-Universität für Rechtswissenschaften, 2001.
- Vytautas-Magnus-Universität Kaunas, 2002.
- Sportakademie Litauens, 2004.
- Staatliche Universität Jerewan, Armenien, 2006.
- Staatliche Universität Baku „M. A. Rasulzadeh“, Aserbaidschan, 2006.
- Nationale Technische Universität Donezk, Ukraine, 2006.

Adamkus ist außerdem Mitglied im Club of Rome.

## Ehrungen und Auszeichnungen
- 1998: Orden des Fürsten Jaroslaw des Weisen I. Klasse
- 2006: Ehrenbürger von Kaunas
- 2007: Siegesorden des hl. Georg der Republik Georgien
- 2009: Orden der Freiheit der Ukraine
- 2016: Freiheitspreis Litauens (mit Vytautas Landsbergis)